# Tlobong
Tlobong is een bestuurslaag in het regentschap Klaten van de provincie Midden-Java, Indonesië. Tlobong telt 3085 inwoners (volkstelling 2010).